# Bye Bye Africa
Pour plus de détails, voir Fiche technique et Distribution.
Bye Bye Africa est un film tchadien de Mahamat Saleh Haroun, sorti en 1999. Le réalisateur se met en scène dans une fiction tournée comme s'il s'agissait d'un documentaire et aborde le thème du film contenant un film.

## Synopsis
Le réalisateur Mahamat Saleh Haroun quitte la France où il vit pour aller rendre un dernier hommage à sa mère qui vient de mourir au Tchad. Dix ans après son départ, il retrouve un pays qui a été dévasté par la guerre. À l'occasion des repérages qu'il effectue pour préparer le tournage d'un film intitulé Bye Bye Africa, il filme un pays exsangue d'où la guerre a chassé le cinéma. Il constate que la plupart des salles de projection ont été détruites, que les rares appareils de projection sont vétustes, que les bobines sont souvent abimées et jamais renouvelées. Par ailleurs, la concurrence des salles de projection vidéo de quartier est rude. La réalisation de films au Tchad est rendue quasiment impossible par l'absence de structures de production et par le fait qu'une partie de la population a du mal à faire la part des choses entre fiction et réalité. Une actrice qui a joué un rôle de séropositive dans l'un de ses précédents films a été rejetée par ses proches et sa famille qui la croyaient porteuse du VIH.

## Fiche technique
- Titre français : Bye Bye Africa
- Réalisation : Mahamat Saleh Haroun
- Scénario : Mahamat Saleh Haroun
- Production : Claude Gilaizeau et Sylvie Maigne
- Pays d'origine : Tchad
- Date de sortie : 1999

## Distribution
- Mahamat Saleh Haroun : Haroun
- Garba Issa : Garba
- Aicha Yelena : Isabelle
- Abakar Mahamat-Saleh : Ali
- Khayar Oumar Defallah : Le père
- Abderaman Koulamallah : Le producteur
- Issa Serge Coelo : Serge

## Récompense
- Mention spéciale pour le Prix Luigi De Laurentiis à la Mostra de Venise 1999.